# تیتان
تایتان (به فرانسوی: Titan)، یا تیتان، بزرگ‌ترین قمر سیارهٔ کیوان (زحل) است که در فاصلهٔ ۱٫۲ میلیارد کیلومتری از خورشید واقع شده‌است. تیتان بزرگ‌ترین قمر زحل دارای متراکم‌ترین هواکره (اتمسفر) در منظومه شمسی است که شواهد پایدار از مایعات سطحی نیز در آن یافت شده‌است.
تیتان بسیار کندتر از زمین به دور خود می‌چرخد، به طوری که یک روز تیتان در حدود ۱۶ روز زمین است. تیتان از نظر میزان جرم، یازدهمین جسم پرجرم در منظومهٔ شمسی است.
این قمر در ۲۵ مارس ۱۶۵۵ م. توسط کریستین هویگنس هلندی کشف شد. تیتان با چشم غیر مسلح قابل رؤیت نیست ولی می‌توان آن را با استفاده از تلسکوپ‌های آماتوری یا حتی برخی دوربین‌های دوچشمی قوی مشاهده کرد.
تیتان تنها قمری است که دارای هواکرهٔ غلیظ بوده و تنها جرمی غیر از زمین است که دارای منابع اثبات‌شدهٔ سطحی مایعات می‌باشد. تیتان غالباً قمری با مشخصات سیاره خوانده می‌شود. تیتان دومین قمر بزرگ در سامانهٔ خورشیدی است. جو تیتان غالباً از نیتروژن است با این حال دارای متان و اتان نیز می‌باشد. وجود باد و باران سطح تیتان را به شکلی مشابه سطح زمین تبدیل کرده‌است.
ماهواره‌های زیادی وجود زیست یا مراحل ابتدایی پیدایش شرایط پیشا-زیستی در تیتان را مورد کاوش قرار داده‌اند.
تیتان دارای جوی نسبتاً فشرده و شبیه به زمین در دوران شکل‌گیری آن است. اما با توجه به سرمای شدید (منهای ۱۸۰ درجه) در تیتان، وجود زیست از نوع زمینی در آن بعید به نظر می‌رسد.
نگاره‌های تازهٔ کاوشگر کاسینی ناسا از وجود دریاچه‌ای حاوی هیدروکربن مایع مانند متان در تیتان حکایت دارد.
این نگاره‌ها نشان می‌دهد که سرمای سطح این دریاچه به ۱۸۰ درجهٔ سانتی‌گراد زیر صفر می‌رسید.

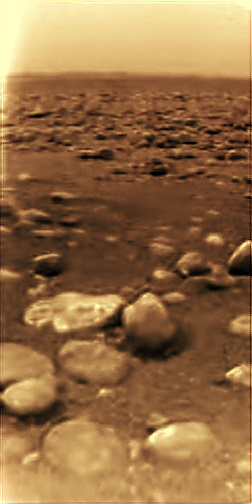
نمایی حقیقی از سطح تیتان و تکه‌سنگ‌های یخی

در زیر سطح تیتان، ترکیباتی از آب و آمونیاک وجود دارد. این اقیانوس زیرسطحی در حقیقت یک لایهٔ مایع است که محتوی ترکیباتی از آب یا آب و آمونیاک است و در ژرفای بین ۱۰۰ تا ۲۰۰ کیلومتری از سطح تیتان قرار گرفته‌است.
ساختار درونی تیتان از یک لایهٔ یخی تشکیل شده‌است که از هستهٔ سنگی آن از طریق یک لایهٔ مایع جدا شده‌است. این ویژگی موجب می‌شود که سطح جامد تیتان از بادهای فصلی حاضر در اتمسفر آسیب نبیند.

## کاوشگر کاسینی
به منظور بررسی بیشتر تیتان فضاپیمای پژوهشی کاسینی به فضا فرستاده شد و در سال ۲۰۰۴ این فضاپیما به نزدیکی تیتان رسید و علاوه بر تهیه عکس‌هایی از نزدیکی تیتان با فرستادن کاوشگری به سطح تیتان با نام هویگنس امکان آزمایش‌هایی را نیز از سطح تیتان فراهم آورد که نتایج این آزمایش‌ها توسط کاسینی به زمین مخابره شد. سفر کاسینی و همراهش، هویگنس، به زحل ۷ سال به طول انجامید. پس از رسیدن به زحل، هویگنس از کاسینی جدا شد و روی سطح تیتان، بزرگ‌ترین قمر زحل فرود آمد. به لطف داده‌های کاسینی و هویگنس، آنچه امروز از منظومهٔ زحل می‌دانیم بسیار بیش‌تر از گذشته‌است.

## جو تیتان (هواکره)

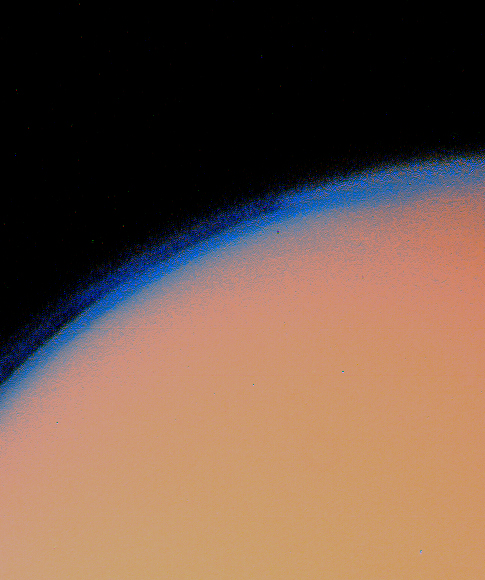
نمایی حقیقی از تیتان و هواکرهٔ آن که توسط وویجر ۱ تصویربرداری شده‌است

اگر چه تیتان یکی از قمرهای سیاره کیوان است و قمرهای سیارات منظومه شمسی اکثراً (به دلیل جاذبه کم و نداشتن میدان مغناطیسی برای دفع بادهای خورشیدی) فاقد جو می‌باشند، اما تیتان دارای جوی کدر است که تقریباً ده برابر ضخیم‌تر از جو زمین می‌باشد. بیش از ۹۸٪ درصد از جو تیتان را نیتروژن تشکیل می‌دهد و از این رو جو تیتان دارای یک چرخه هیدرولوژیکی شبیه به زمین است. تیتان حتی مدلی زنده از زمین ابتدائی نامیده شده‌است. دو درصد باقی مانده عمدتاً شامل گاز متان (۱٫۴٪) و هیدروژن (۰٫۲٪) می‌شود.
جو تیتان ممکن است که از دنباله‌دارها به وجود آمده باشد. مدل‌های سنتی، فرض کرده‌اند که جو تیتان به وسیلهٔ فعالیت آتشفشانی یا تأثیر پرتو افکنی خورشیدی به وجود است، اما این‌ها بستگی به این دارد که تیتان در گذشته نسبت به حال بیشتر گرم بوده باشد. تحقیق جدید نشان می‌دهد که بر خوردهای دنباله‌دارها در طول یک دوره که «اواخر بمباران سنگین» نامیده می‌شود، یعنی زمانی نزدیک به ۴ میلیارد سال پیش، زمانی که تصادفات توسط اجسام بزرگ همچون دنباله‌دارها و شهاب‌های آسمانی به‌طور منظم در میان اجرام بزرگ مانند سیارات، در سامانه خورشیدی اتفاق می‌افتاده‌است، ممکن است جو نیتروژنی تیتان را به وجود آورده باشد. پژوهشگران دیدند با شلیک لیزر به داخل محلول آمونیاک و مواد آب یخ، چیزی که در تیتان اولیه احتمالاً وجود داشته‌است، نیتروژن به وجود می‌آید. بالغ بر هزار سال این برخوردها می‌توانستند نیتروژن کافی را به وجود آورند تا قمر را در یک مه (بخار) متراکم بپوشاند تا جو ضخیم امروز حاصل شود.
جو تیتان از تبدیل آمونیاکی که در طول دوره اواخر بمباران سنگین در ۴ میلیارد سال پیش به وجود آمده‌است. اگر این مدل درست باشد، بدین معناست که منبع نیتروژنی تیتان از دنیاهای خارجی دیگر و حتی سیارات داخلی مثل زمین بسیار متفاوت است.

## راز طوفان‌ها و دریاچه‌های تیتان
تیتان بزرگ‌ترین قمر شگفت‌انگیز و ناشناختهٔ زحل، سراسر پوشیده از ابر ضخیمی از متان است. دمای سطح آن ۳۰۰- درجهٔ فارنهایت و قطرش کمتر از نصف قطر زمین است که با طوفان‌های بارانی و دریاچه‌های متانش خودنمایی می‌کند. در منظومهٔ شمسی به غیر از زمین تیتان تنها مکانی است که سطح آن با مقادیر بسیار زیادی از مایع پوشیده شده‌است.
یکی از این سوال‌های عجیب در رصدی در سال ۲۰۰۹ بود، زمانی که گروهی از پژوهندگان به سرپرستی پروفسور «اودد آهارونسون» (Oded Aharonson)، از مؤسسهٔ فناوری کالیفرنیا (کلتک) دریافتند که دریاچه‌های متان بیشتر در حوالی قطب‌های تیتان دیده می‌شوند و در نیمکرهٔ شمالی بیشتر از جنوب وجود دارند. کشف دوم این بود که در عرض‌های جغرافیایی پایین‌تر نزدیک به استوای تیتان رطوبت و دریاچه‌های کمتری وجود دارد. در سال ۲۰۰۵ وقتی کاوشگر هیوگنس بر سطح تیتان نشست کانال‌هایی پر از متان مایع یافت و در سال ۲۰۰۹ پژوهشگران کلتک طوفان‌های شدیدی را کشف کردند که این باران را به این مناطق خشک رسانده بود.

## نگارخانه

ابرهایی از گاز متان که توسط وویجر ۱ تصویربرداری شده‌است
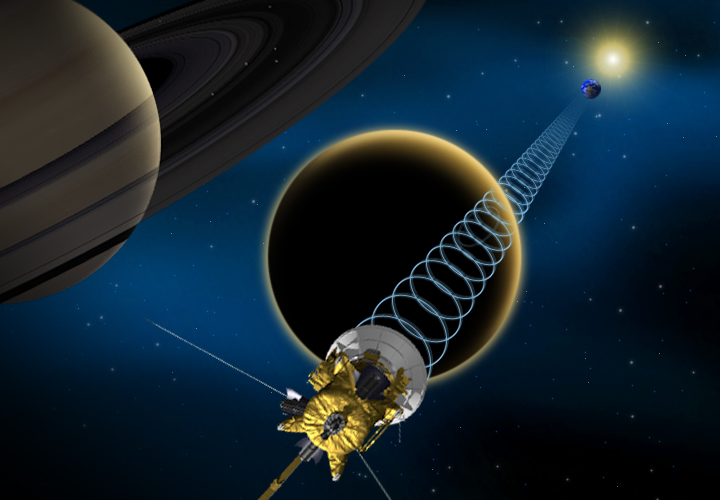
انگاشت هنری از ارسال امواج رادیویی حاوی اطلاعات مربوط به تیتان از کاوشگر کاسینی به زمین.
- رسیدن نمایشگر/رادیوم طیفی در هنگام فرود فضاپیمای هویگنس بر روی تیتان در تاریخ ۱۴ ژانویه ۲۰۰۵